# 고지마 미쓰아키
고지마 미쓰아키(일본어: 小島 光顕, 1968년 7월 4일 ~ )는 일본의 전 축구 선수이다.

## 구단 경력
1991년 일본 사커 리그의 후지쓰에 입단했다. 1993년 J1리그의 산프레체 히로시마로 이적했다. 1994년에 J1리그 준우승. 1998년까지 155경기에 출전하여, 4득점을 넣었다. 1999년 아비스파 후쿠오카로 이적했다. 2001년후 J2리그에 강등했다. 2002년후 현역 은퇴.